# Japanische Helwingie
Die Japanische Helwingie (Helwingia japonica) ist ein kleiner Strauch mit auffallenden Blütenständen auf den Blattspreiten und kugeligen, schwarzen Früchten aus der Familie Helwingiaceae. Das natürliche Verbreitungsgebiet der Art liegt in Japan und China. Sie wird selten kultiviert.

## Beschreibung

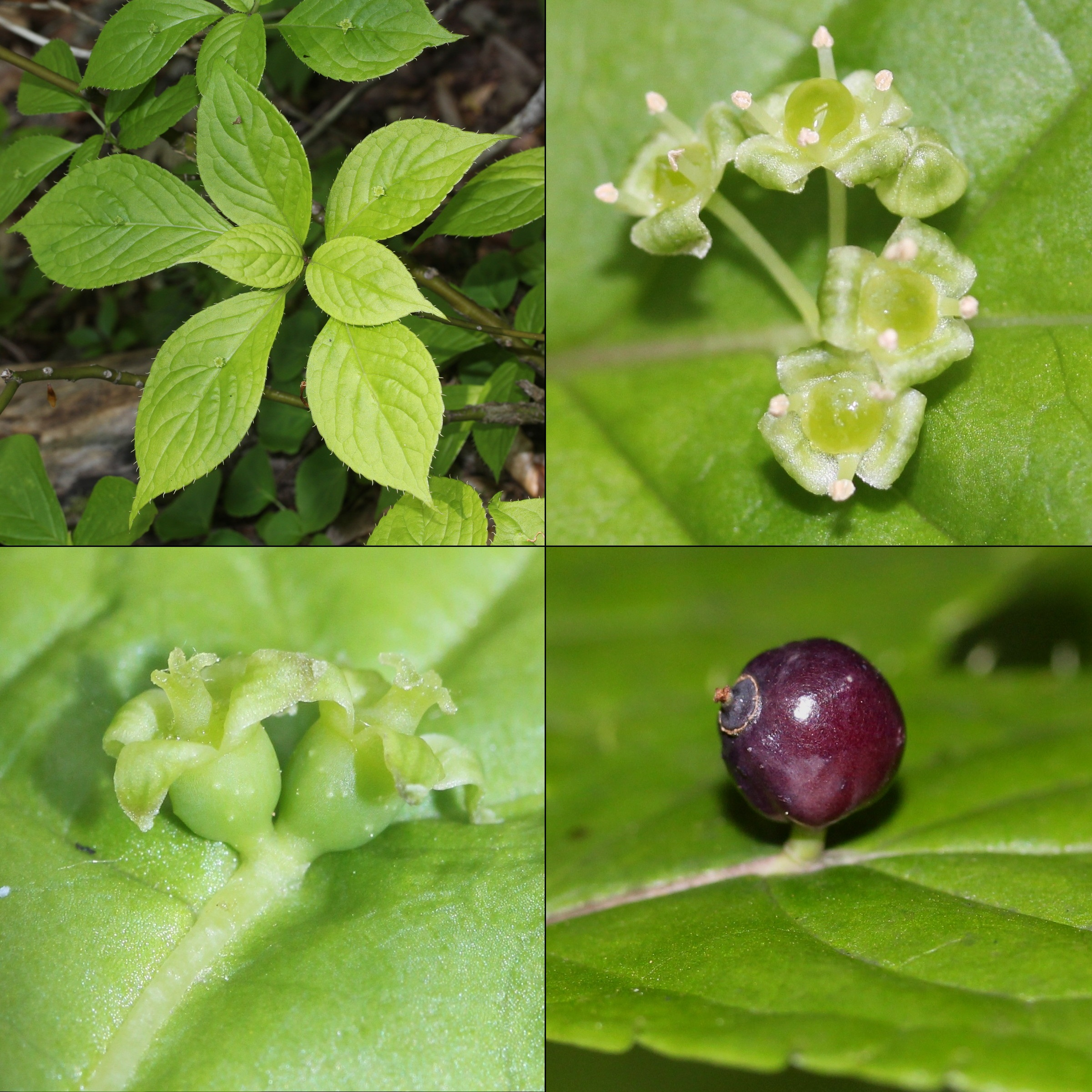
Japanische Helwingie (Helwingia japonica)

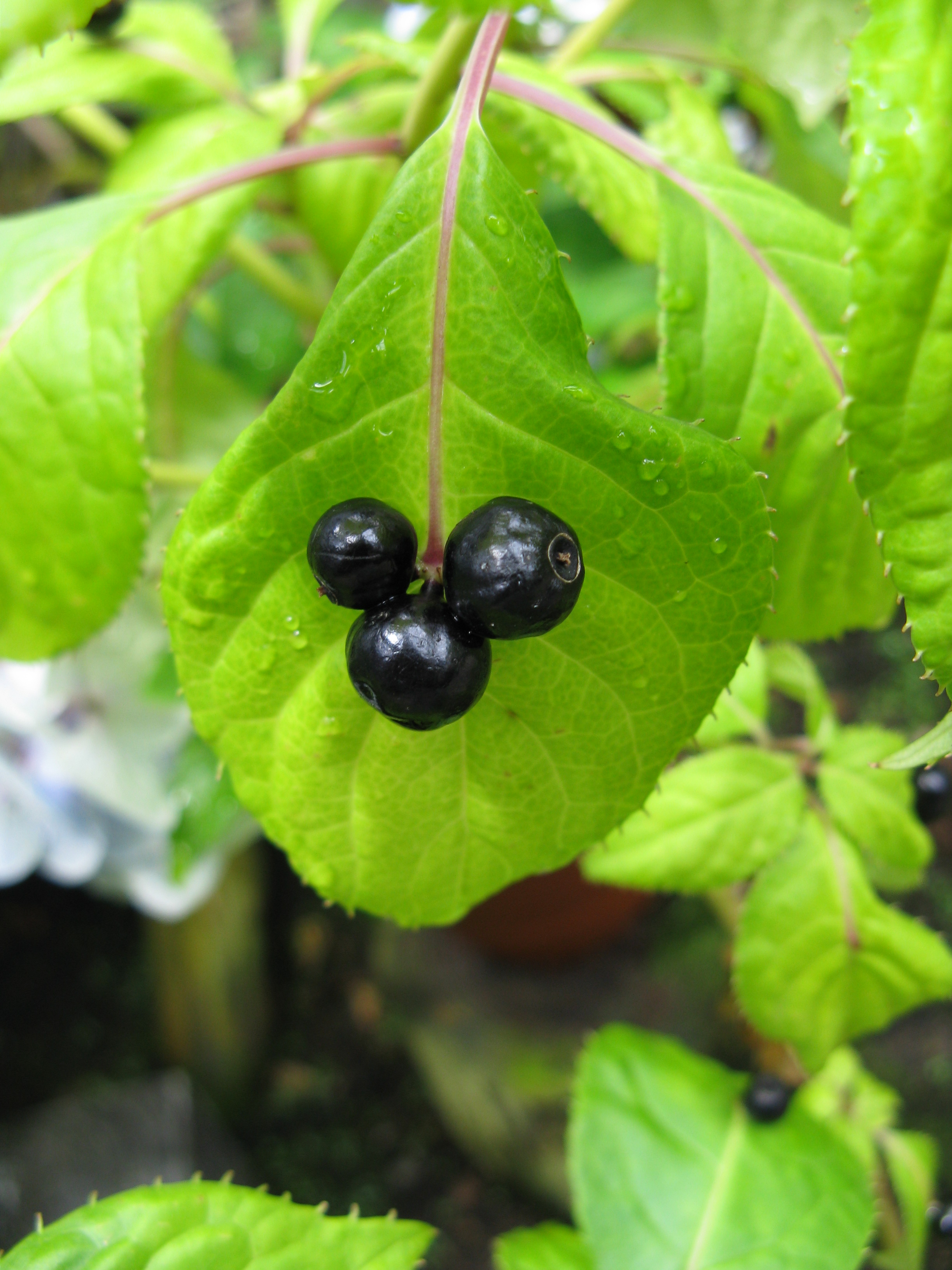
Blätter und Früchte

Die Japanische Helwingie ist ein 1 bis 2 Meter hoher, aufrechter, sommergrüner Strauch mit dunkelbrauner bis schwarzgrauer, glatter Rinde. Junge Triebe sind grün, kahl, glatt und haben auffällige Blattnarben. Die Blätter sind wechselständig angeordnet. Sie haben einen 1 bis 5 selten bis 6 Zentimeter langen Stiel. Die Nebenblätter sind fädig und haben meist eine gespaltene Spitze. Die Blattspreite ist 3,5 bis 9 selten bis 18 Zentimeter lang und 2 bis 6 selten bis 8,5 Zentimeter breit, papierartig, kahl, eiförmig, eiförmig-rundlich oder verkehrt-eiförmig-elliptisch, selten elliptisch oder eiförmig-lanzettlich, lang zugespitzt oder selten geschwänzt zugespitzt, mit breit keilförmiger oder mehr oder weniger gerundeter Basis und nadelförmig gesägtem oder nadelförmig gekerbtem Blattrand. Es werden fünf bis sieben, selten auch acht, an der Blattunterseite hervortretende Blattadern gebildet. Die Blattunterseite ist hellgrün, weißgrau oder grün bereift.
Die Blüten sind zweihäusig verteilt. Die Blütenstände sind Dolden, die zwischen dem ersten Drittel und der Hälfte auf der Hauptader der Blätter, selten auf höheren Teilen der Zweige gebildet werden. Männliche Dolden bestehen aus drei bis zwölf, selten bis 18 Blüten, weibliche aus einer bis drei Blüten. Die Blüten sind gestielt. Die Kronblätter sind hellgrün und 1 bis 5 Millimeter lang. Der Griffel weiblicher Blüten ist dreifach bis fünffach geteilt. Die Früchte sind schwarz, rundlich bis oval, mit Durchmesser von etwa 4 bis 8 Millimeter und beinahe sitzend (stängellos). Die drei bis 5 Samen sind dreifach bis fünffach gelappt. Die Japanische Helwingie blüht von April bis Mai, die Früchte reifen von August bis Oktober.

## Vorkommen und Standortansprüche
Das natürliche Verbreitungsgebiet liegt in Japan im Südwesten von Hokkaidō, auf Honshū, Kyushu, Shikoku und den Ryūkyū-Inseln, auf Taiwan und in den chinesischen Provinzen Gansu, Guizhou, Hubei, Shaanxi, Sichuan, Zhejiang und im Südosten des Autonomen Gebiets Tibet. Die Japanische Helwingie wächst in Wäldern und Dickichten, in Tälern, auf Hängen und entlang von Flüssen und Straßen in 100 bis 3400 Metern Höhe auf frischen bis feuchten, sauren bis neutralen, sandig-humosen oder lehmig-humosen Böden an sonnigen bis lichtschattigen Standorten. Die Art ist wärmeliebend und frostempfindlich.

## Systematik
Die Japanische Helwingie (Helwingia japonica) ist eine Art aus der Gattung Helwingia, der einzigen Gattung in der Familie Helwingiaceae in der Ordnung der Stechpalmenartigen (Aquifoliales). Die Art wurde 1784 von Carl Peter von Thunberg als Osyris japonica (Basionym) erstmals gültig wissenschaftlich beschrieben. Friedrich Gottlieb Dietrich stellte die Art 1817 in die Gattung Helwingia. Der Gattungsname Helwingia wurde nach dem deutschen Geistlichen Georg Andreas Helwing (1666–1748) gewählt, der die Pflanzenwelt Ostpreußens beschrieb. Das Artepitheton japonica verweist auf das Verbreitungsgebiet in Japan.
Es können vier Varietäten unterschieden werden:
- Helwingia japonica var. hypoleuca Hemsley ex Rehder mit eiförmigen, eiförmig-rundlichen oder breit-elliptischen, 3 bis 11,5 Zentimeter langen und 2 bis 6,5 Zentimeter breiten Blattspreiten, mit gesägtem oder gekerbtem Blattrand und weißgrauer oder grün bereifter Blattunterseite ohne warzigen Blattadern. Die Früchte wachsen einzeln oder zu zweit im mittleren Teil des Mittelnervs und behalten die drei- bis fünffach gelappte Narbe. Das Verbreitungsgebiet sind Dickichte in 1200 bis 2800 Metern Höhe in den chinesischen Provinzen Guizhou, Hubei, Shaanxi, Sichuan und Yunnan. Ein Synonym der Varietät ist Helwingia japonica var. grisea W.P.Fang & Soong.[10]
- Helwingia japonica var. japonica mit eiförmigen, eiförmig-rundlichen oder breit-elliptischen, 3 bis 13 selten 18 Zentimeter langen und 1,5 bis 9 Zentimeter breiten Blattspreiten mit gesägtem Blattrand und mit hellgrüner Blattunterseite ohne warzigen Blattadern. Die Früchte wachsen in Gruppen von zwei bis fünf in der Mitte der Mittelader und behalten die drei- bis fünffach gelappte Narbe. Das Verbreitungsgebiet liegt in Höhen unter 3000 Metern in Japan, Taiwan und den chinesischen Provinzen Anhui, Fujian, Guangdong, Guangxi, Guizhou, Henan, Hubei, Hunan, Jiangsu, Jiangxi, Shandong, Shanxi, Sichuan, Taiwan, Yunnan und Zhejiang. Die Varietät wurde unter den Synonymen Helwingia rusciflora und Helwingia szechuanensis auch als eigene Art beschrieben.[11]
- Helwingia japonica var. papillosa W.P.Fang & T.P.Soong mit eiförmigen, eiförmig-rundlichen oder breit-elliptischen, 3 bis 12 Zentimeter langen und 2 bis 6,5 Zentimeter breiten Blattspreiten, mit an den Blattunterseiten fein warzigen Blattadern und gesägtem Blattrand. Die Früchte stehen häufig einzeln und behalten die vier- bis fünffach gelappte Narbe. Das Verbreitungsgebiet liegt entlang von Flussläufen in Tannen- oder Hemlocktannen-Wäldern und in Dickichten in Höhen von 2100 bis 3400 Metern in den chinesischen Provinzen Gansu, Shaanxi und Sichuan.[12]
- Helwingia japonica var. zhejiangensis (W.P.Fang & T.P.Soong) M.B.Deng & Yo.Zhang mit länglichen, schmal elliptischen oder eiförmig-elliptischen, selten lanzettlichen, 5 bis 12 selten bis 15 Zentimeter langen und 1,5 bis 4 selten bis 6 Zentimeter breiten, häutigen Blattspreiten mit drüsig gesägtem Blattrand. Das Verbreitungsgebiet liegt an Flussläufen, in Tälern auf Hängen und entlang von Straßen in 100 bis 2500 Metern Höhe auf Taiwan und in der chinesischen Provinz Zhejiang. Die Varietät wurde auch als eigene Art Helwingia zhejiangensis beschrieben.[13] Nach R. Govaerts wird diese Varietät auch als Unterart angesehen: Helwingia japonica subsp. liukiuensis (Hatus.) H.Hara & S.Kuros.[14]

## Verwendung
Die Japanische Helwingie wird als einzige Art der Gattung manchmal kultiviert.

## Nachweise